# Стойновськото
Сто́йновськото (болг. Стойновското) — село в Ловецькій області Болгарії. Входить до складу общини Троян.

## Населення
За даними перепису населення 2011 року у селі проживали 55 осіб, усі — болгари.
Розподіл населення за віком у 2011 році:
Динаміка населення: